# Артуро Де Фанті, банкір-невдаха
«Артуро Де Фанті, банкір-невдаха» (італ. «Rag. Arturo De Fanti, bancario precario») — італійська кінокомедія режисера Лучано Сальче з Паоло Вілладжо, Катрін Спаак і Анною Марією Ріццолі в головних ролях, що вийшла 14 березня 1980 року.

## Сюжет
Артуро Де Фанті, службовець банку, потрапляє у центр курйозних збігів. Його покоївка, якій він заборгував великі гроші, в помсту вирішує оселитися у нього вдома.
Водночас коханець його дружини і його коханка випадково зустрічаються теж в його квартирі. На банк здійснюють наліт грабіжники, і він знову в центрі подій. Кожен день в житті Артуро трапляються нові події.

## У ролях
| Паоло Вілладжо     | ···· | Бухгалтер Артуро Де Фанті                     |
| Катрін Спаак       | ···· | Елена Де Фанті, дружина Артуро                |
| Анна Марія Ріццолі | ···· | Джованна, коханка Артуро                      |
| Джіджі Редер       | ···· | Віллі, коханець Елени                         |
| Анна Маццамауро    | ···· | Сельваджі Антігорі, дружина Віллі             |
| Карло Джуффре      | ···· | Ліберо Катена, чоловік Джованни               |
| Вінченцо Крочітті  | ···· | Бухгалтер Чуфіні                              |
| Енріка Бонаккорті  | ···· | Есмеральда, покоївка                          |
| Уго Болонья        | ···· | Морпурго, директор банку                      |
| Анджело Пеллегріно | ···· | Священик Нікодим                              |
| Паоло Паолоні      | ···· | Граф Ернесто Де Сакрофано, коханець Сельваджі |

## Знімальна група
| Режисер    | ···· | Лучано Сальче                                   |
| Сценарій   | ···· | Лучано Сальче, Августо Камініто, Оттавіо Алессі |
| Оператор   | ···· | Серджо Рубіні                                   |
| Композитор | ···· | П'єро Піччоні                                   |
| Монтаж     | ···· | Антоніо Січільяно                               |
| Художник   | ···· | Еліо Мікелі                                     |